# Dique Gezhouba
La presa de Gezhouba o proyecto de control del agua de Gezhouba (chino: 长江葛洲坝水利枢纽工程 pinyin: chángjiāng gězhōubà shuǐlì shūniǔ gōngchéng) en el río Yangtze está situada en los suburbios occidentales de la ciudad de Yichang, en la provincia central china de Hubei. La presa se encuentra a pocos kilómetros aguas arriba del centro de Yichang, justo aguas abajo de la desembocadura del río Huangbo en el Yangtsé. La construcción comenzó el 30 de diciembre de 1970 y terminó el 10 de diciembre de 1988. La presa tiene una capacidad eléctrica total instalada de 2.715 MW.
Tras precipitarse por el paso de Nanjin (南津关, "Paso del Vado del Sur"), el río Yangtsé se ralentiza y se ensancha de 300 metros a unos 2.200 metros en el lugar de la presa. Dos pequeñas islas, Gezhouba y Xiba, dividen el río en tres canales. Allí se construyó el proyecto Gezhouba.
La instalación cuenta con una capacidad de generación de 2,71 GW junto con tres esclusas para barcos, dos centrales eléctricas que generan 14.100 GWh de electricidad al año, las 27 compuertas del aliviadero y la presa sin caudal en ambas orillas. La presa tiene una longitud de 2.595 metros y una altura máxima de 47 metros. El embalse tiene un volumen total de 1,58 kilómetros cúbicos (1.280.000 acre⋅pie).

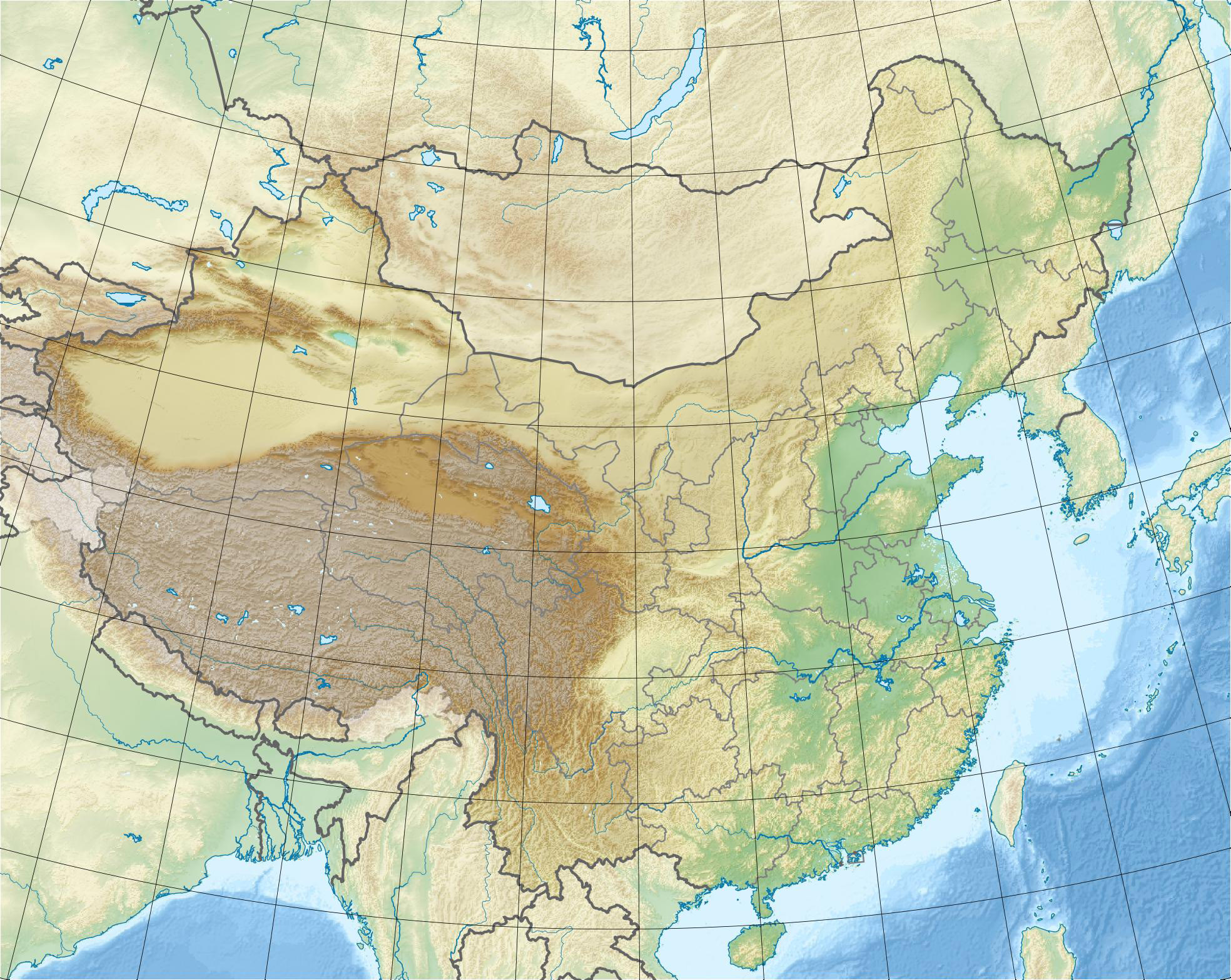
El dique Gezhouba está localizada en China

La esclusa n.º 2 del tercer canal estaba, cuando se construyó, entre las 100 más grandes del mundo. La cámara de la esclusa tiene 280 metros de largo y 34 metros de ancho, con un calado mínimo de 5 metros en el umbral. Permite el paso de barcos de 10.000 toneladas.
Los científicos consideran que la construcción de la presa de Gezhouba, y de otras en el Yangtsé, es una de las principales causas del declive y probable extinción del pez espátula chino.